# Tahsil d'Allahabad
El tahsil d'Allahabad fou una subdivisió del districte d'Allahabad que va existir sota domini britànic.
La superfície era de 808 km² dels quals 523 km² estaven cultivats. La població el 1881 era de 318.059 habitants. Al tahsil hi havia cinc corts civils i 14 criminals i 9 thana o cercles policials amb 146 policies urbans i 495 rurals.